# 水口俊典
水口 俊典（みずぐち としのり、1942年 - 2019年）は、日本の都市計画学者。芝浦工業大学名誉教授。（株）都市環境研究所取締役も務めた技術士、1級建築士、工学博士。

## 来歴
神戸市に生まれる。1965年、東京大学工学部建築学科を卒業した。1971年に（株）都市環境研究所に入社した。1972年に東京大学大学院博士課程を単位取得退学する。
都市環境研究所代表取締役を経て、1997年より芝浦工業大学システム工学部環境システム学科教授に就任した。土地利用計画、都市計画を中心に教育・研究に携わる。2007年3月に芝浦工業大学を退職した。その後、都市農地活用支援センター常務理事に就任。
2016年2月、「都市農業振興基本計画（案）に関する意見・情報」を国に提出する。同年8月、日本都市計画家協会と連携「生産緑地研究会」を設立。座長を務める。翌2017年（平成29年）8月に「『農』を活かすまちづくりのための制度改革の提言」を取りまとめて公表した。
著書に『都市政策の視点』（共著、学陽書房）、『協議型まちづくり』（共著、学芸出版社）、『土地利用計画とまちづくり』（学芸出版社）、『安全と再生の都市づくり』（共著、学芸出版社）『都市・農村の新しい土地利用戦略』（共著、学芸出版社）など。